# 梅郷村
梅郷村（うめさとむら）は千葉県の北西部、東葛飾郡に属していた村。

## 地理
- 河川：江戸川

## 歴史
- 1889年（明治22年）4月1日 - 町村制施行により、山崎村、堤根新田、宮崎新田の一部、花井新田の一部、桜台村の一部、清水村の一部、上花輪村の一部、今上村の一部が合併し東葛飾郡梅郷村が成立する。
村名は、5ヵ村が合併したことから、「梅の五弁」をなぞり、「その花の香ばしく後に堅実に実を結ぶ」に因んだ佳名とした[1]。
- 1911年（明治44年）5月9日 - 東武野田線梅郷駅が開業。

- 1950年（昭和25年）5月3日 - 東葛飾郡野田町、旭村、七福村と合併し野田市を新設する。

## 交通

### 鉄道路線
- 東武野田線
  - 梅郷駅